# Abdelkader Azil
Abdelkader Azil (anciennement Metkaouak en arabe متكعوك) est une commune de la wilaya de Batna en Algérie.

## Géographie

### Situation
Le territoire de la commune d'Abdelkader Azil se situe à l’ouest de la wilaya de Batna.
| Souamaa (wilaya de M'Sila)                           | Aïn Khadra (wilaya de M'Sila), Magra (wilaya de M'Sila), Belaiba (wilaya de M'Sila) | Belaiba (wilaya de M'Sila, Ouled Ammar |
| Souamaa (wilaya de M'Sila), M'Cif (wilaya de M'Sila) | Abdelkader Azil                                                                     | Barika                                 |
| El Houamed (wilaya de M'Sila)                        | Zarzour (wilaya de M'Sila)                                                          | Bitam                                  |

### Localités de la commune
La commune d'Abdelkader Azil est composée de 14 localités :
- Aïn Layadat
- Aïn Taaleb
- Deghamma
- Ghernini
- Nekhar
- Ouled Cherifa
- Ouled Derradji
- Ouled Hamou
- Ouled Mebarek
- Ouled Mira
- Ouled Settouf
- R'Mel
- Sebassa

## Histoire
Le 5 mai 1993, la commune de Metkaouak prend le nom d'Abdelkader Azil.

## Toponymie
Abdelkader Azil est le nom d'un militant né le 14 juin 1927 à  Metkaouek (ancien nom de la ville) et mort au combat le 7 décembre 1959.